# 邵族雙胞胎傳說
邵族雙胞胎傳說，是台灣邵族神話的祭祀傳說之一，描述被殺死的雙胞胎黑子化為冤魂要求祭祀，並且影響祖靈籃祭祀文化的出現。

## 文化
邵族傳統上視雙胞胎為不祥、畸形，相當忌諱生出雙胞胎，就算生下來也往往會將其殺死或拋棄。

## 傳說
傳說當初邵族人遷到日月潭邊不久，其中一個頭目希那努瑪的妻子生下了一對外表分別一黑一白的雙胞胎，詭異的樣子讓族人相當驚恐，因此希那努瑪就趁著妻子不注意，把黑子丟入日月潭中淹死。
然而，到了第二天晚上，希那努瑪夢到黑子的冤魂向他要求讓每戶族人家裡都準備一個放置祖先衣服的籃子，作為祖靈的居處供奉，否則他就會帶來災禍。希那努瑪醒來把事情告訴族人後，大家都很害怕，紛紛照著黑子的要求製造出祖靈籃祭祀，但族運也隨著開始祭拜祖靈籃而轉好，過著平安且富足的生活。

### 其他傳說
另有傳說認為，在茄苳神木被漢人鋸斷的那一年，一連有五個邵族婦女生下了雙胞胎，第一對的外表更是詭異：一黑一紅，頭髮還是白色的，雖然邵族把他們全都活埋殺死了，但沒能阻止詭異事件持續發生，其中珠仔山腳下的村子更是爆發嚴重瘟疫、造成大量人口死亡或往外遷移。